# University College Twente
University College Twente (afgekort UCT) is het university college van de Universiteit Twente dat in 2013 is opgericht. Een university college is een vorm van een brede (interdisciplinaire) Engelstalige wetenschappelijke liberal arts opleiding (drie jaar fulltime), die wordt afgesloten met de graad Bachelor of Science (BSc). 
De UCT bestaat uit een driejarige bachelor honoursprogramma Technology and Liberal Arts & Sciences (ATLAS), een studieprogramma in de sociale wetenschappen en de exacte wetenschappen. Doordat het deel uitmaakt van de Universiteit Twente, bevat UCT een sterk technisch en zelfstudie aspect. UCT was gevestigd in  het gebouw de Citadel aan het O&O plein, maar is sinds 1 december 2020 verhuisd naar het gebouw de Drienerburght op de campus van de Universiteit Twente. Al het onderwijs wordt gegeven in het Engels. Studenten die de studie succesvol afronden, krijgen een Bachelor of Science diploma.
Het UCT heeft in januari 2021 141 studenten, waarvan circa twee derde de Nederlandse nationaliteit heeft. De overige studenten komen van over de hele wereld, zowel Europa als de alle andere continenten. UCT heeft een eigen studentenvereniging: Study Association (S.A.) Atlantis, met ongeveer 20 commissies.
Door tegenvallende instroom is besloten het UCT op te heffen. Vanaf september 2025 is instromen niet meer mogelijk. Studenten krijgen de kans om hun opleiding af te ronden.

## Verwante artikelen
- Liberal arts college
- University college
- Amsterdam University College
- University College Utrecht
- University College Roosevelt
- University College Maastricht